# Quand elle était gentille
Quand elle était gentille (titre original : When She Was Good) est un roman de l'écrivain américain Philip Roth paru en 1967 et traduit en français par Jean Rosenthal en 1971 aux éditions Gallimard. 

## Résumé
Contrairement à son grand-père, l'indulgent Willard, Lucy Nelson refuse de fermer les yeux sur les vices et les faiblesses des gens qui l'entourent. C'est pourquoi, alors qu'elle n'est qu'une enfant, elle appelle la police pour empêcher son père, un ivrogne qui passe ses journées à boire du whisky au Rendez-vous des copains, de détruire sa famille. 
Quand, à dix-sept ans, elle tombe enceinte de Roy Bassart, elle consacre toute son énergie à le transformer en un homme sérieux et terre à terre, un homme sur lequel elle et son fils Edward pourront toujours compter. Pas question pour lui de quitter son travail dans l'idée folle de devenir un photographe indépendant, ou même de continuer à fréquenter son oncle Julian, qu'elle soupçonne d'adultère. 
Alors qu'elle tombe enceinte de son deuxième enfant, qu'elle imagine être une fille – la petite Linda Sue dont Roy lui a, un soir, parlé avec envie – tout bascule : Roy, épuisé par les remontrances continuelles de sa femme, s'enfuit avec Edward. Lucy, confrontée à la lâcheté de son mari, à la haine de sa belle-famille et à l'incompréhension de son propre entourage, n'a plus d'autre choix que de mourir.